# Puelén (ort i Argentina)
Puelén är en ort i Argentina.   Den ligger i provinsen La Pampa, i den centrala delen av landet, 900 km väster om huvudstaden Buenos Aires. Puelén ligger 452 meter över havet och antalet invånare är 357.
Terrängen runt Puelén är platt. Trakten runt Puelén är nära nog obefolkad, med mindre än två invånare per kvadratkilometer.. Det finns inga andra samhällen i närheten.
Omgivningarna runt Puelén är i huvudsak ett öppet busklandskap.